# Districtul Wiang Chai
Wiang Chai (în thailandeză เวียงชัย) este un district (Amphoe) din provincia Chiang Rai, Thailanda, cu o populație de 43.968 de locuitori și o suprafață de 258,8 km².

## Componență
Districtul este subdivizat în 5 subdistricte (tambon), care sunt subdivizate în 75 de sate (muban).
| Nr. | Nume        | În thailandeză | Sate | Locuitori |
| --- | ----------- | -------------- | ---- | --------- |
| 2.  | Wiang Chai  | เวียงชัย         | 20   | 11,117    |
| 3.  | Pha Ngam    | ผางาม          | 15   | 09,083    |
| 4.  | Wiang Nuea  | เวียงเหนือ       | 12   | 06,574    |
| 6.  | Don Sila    | ดอนศิลา         | 17   | 09,920    |
| 8.  | Mueang Chum | เมืองชุม         | 11   | 07,274    |

Numerele lipsă sunt subdistricte (tambon) care acum formează Wiang Chiang Rung district.